# Uzi (türkischer Rapper)
UZI (* 30. August 1998 in Istanbul; bürgerlich Utku Cihan Yalçınkaya) ist ein türkischer Rapper.

## Karriere
Yalçınkaya wurde am 30. August 1998 in Güngören, Istanbul geboren. Er stammt ursprünglich aus der Provinz Malatya.
Seine Musikkarriere begann im Jahr 2019. Ein Jahr später veröffentlichte er mit der Musikerin Güneş den Song Dua und wurde damit einem größeren Publikum in der Türkei bekannt.
2021 erschien sein Debüt-Album Kan, mit welchem er große Erfolge feiern konnte. Vor allem die Songs Krvn, Umrumda Değil oder Makina wurden Hits.
Er machte anschließend mit weiteren Singles wie Paparazzi oder Arasan Da auf sich aufmerksam. Letztere ist auf seinem zweiten Album El Chavo enthalten.
Im Jahr 2022 war UZI der am meisten gehörte türkische Künstler auf Spotify.
Mit dem britischen Rapper Russ Millions entstand die Kollaboration International.
Auch mit deutschen Rappern wie Eko Fresh, Killa Hakan, Capo, Summer Cem, Ali471, Ufo361, Dardan, RAF Camora oder Luciano hat er bereits zusammengearbeitet.

## Diskografie

### Alben
- 2021: Kan
- 2022: El Chavo
- 2023: Youngsta
- 2025: 9

### Kollaborationen
- 2019: Output Nr.1 (mit Murda von GNG)

### EPs
- 2019: Favela
- 2025: Neon

### Singles
| - 2019: Hızlı Sokaklar (mit GNG) - 2019: Mis Gibi (mit Motive) - 2019: Favela - 2020: Düş Yakamdan - 2020: Kovanlar Yanar - 2020: Paranoya - 2020: Makina - 2020: Dua (mit Güneş) - 2021: Mektup (mit Güneş, Motive, Aksan & Modd) - 2021: Milyoner (mit Critical) - 2021: Krvn - 2021: Umrumda Değil - 2021: Yengen Kızar (mit Tuhan) - 2021: Le Cane (mit Muti, Critical & Heijan) - 2021: KHRBR (mit Ati241, Batuflex, Lvbel C5, Motive & Murda von GNG) - 2021: Cindy - 2021: Paparazzi - 2022: Arasan Da - 2022: RS (mit Murda & Bartofso) - 2022: Para (mit Montiego) - 2022: Sür (mit Aksan) | - 2022: Senin Uğruna - 2022: Unuttum - 2022: XXL - 2023: Vampir - 2023: İntikam (mit Muti & Heijan) - 2023: Caney (mit Azer Bülbül) - 2023: Ağzı Bozuk - 2023: International (mit Russ Millions) - 2023: Dene - 2023: Mufasa - 2023: Gucci Bag - 2024: İstanbul (mit Etki) - 2024: Şampiyon - 2024: Sevgi (mit Murda von GNG) - 2024: Kanıtlandık (mit Aksan) - 2025: Neon - 2025: Parti Patlar GNG'den - 2025: Yalan Dünya - 2025: Dede Gang (mit Critical) - 2025: WAG1 (mit Modd) - 2025: LÊLÊ |

### Gastbeiträge
- 2019: Zehirli Melodiler (mit Vio, Tepki, Motive, Burry Soprano, Atlas & Baskın)
- 2019: 212 (mit Tepki, Motive, Aksan & Emre Bakış)
- 2019: Neyin Nesi (mit Stap)
- 2020: Ateş Ediyo (mit Tepki)
- 2020: Sizin Gibi Olmak (mit Vio & Ati242)
- 2020: Düzgün Kal (mit Aksan)
- 2020: Turkish Nightmare (mit Eko Fresh, Killa Hakan, Motive & Hayki)
- 2020: Mob Cypher (mit Motive & Jefe)
- 2020: Sakin Olamıyoruz (mit Aksan)
- 2021: Amcas Rmx (mit Batuflex & Lvbel C5 & Critical)
- 2021: Düşerim Ağır Ağır (mit Murda von GNG)
- 2021: Haram Helal (mit Capo)
- 2021: Acayip (mit Ali471)
- 2022: Flex so Hard Rmx (mit Summer Cem)
- 2023: Pirana (mit Critical)
- 2023: Backflips (mit Summer Cem, Abra Cadabra, Geenaro & Ghana Beats)
- 2023: Ailem (mit Cairo & Narco)
- 2023: Vur (mit Modd)
- 2023: Rotterdam Freestyle (mit Muti, Heijan, Aksan, Critical & Bartofso)
- 2024: Risk (mit Luciano & Sfera Ebbasta)
- 2024: Her Yer Favela (mit Muti, Heijan & Critical)
- 2025: Pr (mit Muti)

Quelle: